# Nieves (La Coruña)
Nieves (llamada oficialmente Santa María das Neves) es una parroquia española del municipio de Ortigueira, en la provincia de La Coruña, Galicia.

## Otras denominaciones
La parroquia también se denomina Nosa Señora das Neves o Santa María de Nieves.

## Entidades de población
Entidades de población que forman parte de la parroquia:
- A Panda da Serra
- A Riba de Aló (A Riba)
- Casavella[5] (A Casavella)
- Caxigueira de Baixo (Caxigueira de Abaixo)
- Caxigueira de Riba (Caxigueira de Arriba)
- Corvite de Aco (Corvite)
- Fracela
- Freixido (Freixido de Abaixo)
- Gocende (Gosende)
- Gonzalvo
- Hermida (Ermida)
- Monteiro[6] (A Monteira)
- Muro do Vasco.[7] En el INE aparece Murdovasco.
- O Casal
- O Muíño
- O Toxeiro
- Panda (A Panda)
- Portoseco
- Rego dos Sapos (O Rego dos Sapos)
- San Pedro Grande
- San Pedro Pequeno
- Vilariño

## Despoblados
- Acibeiral[8] (O Aciveiral)
- Caroceiros[9] (Os Caroceiros)
- Corvite de Alo (Corvite)
- Freixido de Riba
- Penso[10] (O Penso)
- Rego da Laxe (O Rego da Laxe)

## Demografía
| Gráfica de evolución demográfica de Nieves entre 2000 y 2019 |
|                                                              |
| Datos según el nomenclátor publicado por el INE.             |